# دین وینترز
دین وینترز (انگلیسی: Dean Winters؛ زادهٔ ۲۰ ژوئیهٔ ۱۹۶۴) یک هنرپیشه اهل ایالات متحده آمریکا است. وی از سال ۱۹۹۵ میلادی تاکنون مشغول فعالیت بوده‌است.
از فیلم‌ها یا برنامه‌های تلویزیونی که وی در آن نقش داشته‌است می‌توان به پی‌نوشت: دوستت دارم، بعد از همه‌چیز، اسنایپس و قانون و نظم: واحد قربانیان ویژه اشاره کرد.